# Ambroise Sarr
Ambroise Sarr (14. prosince 1950 – 4. prosince 2024) byl senegalský zápasník. Čtyřikrát startoval na letních olympijských hrách. V roce 1976 na hrách v Montrealu v kategorii do 90 kg vypadl v řecko-římském zápase ve třetím a ve volném stylu ve druhém kole. V roce 1980 na hrách v Moskvě ve volném stylu v kategorii do 100 kg vypadl ve třetím kole, o čtyři roky později na hrách v Los Angeles ve stejné kategorii ve druhém. V roce 1988 na hrách v Soulu vypadl v zápase řecko-římském v kategorii do 100 kg ve druhém kole.